# Nati il 23 ottobre
| Questa pagina contiene informazioni ricavate automaticamente dalle voci biografiche con l'ausilio del template Bio e di un bot. L'aggiornamento è periodico e automatico e ricostruisce completamente la pagina. Se manca una persona in questa lista, sei pregato di non aggiungerla, ma accertati piuttosto che la sua voce biografica contenga il template Bio e che i dati anagrafici siano correttamente compilati. Se il template Bio manca, inseriscilo tu stesso o, in alternativa, metti l'avviso {{tmp\|Bio}} che ne segnala la mancanza. Se i dati riportati sono sbagliati, correggi direttamente la voce biografica; le modifiche saranno visibili in questa lista entro pochi giorni. Per chiarimenti vedi il progetto biografie. La lista contiene solo le 1.093 persone che sono citate nell'enciclopedia e per le quali è stato implementato correttamente il template Bio. Pagina aggiornata al 17 ago 2025. |

## I secolo a.C.(1)
- 14 a.C. - Agrippina maggiore, nobildonna romana († 33)

## XIII secolo(1)
- 1255 - Ferdinando de la Cerda, nobile († 1275)

## XIV secolo(1)
- 1388 - Lucido Conti, cardinale italiano († 1437)

## XV secolo(2)
- 1428 - Costanza da Varano, poetessa italiana († 1447)
- 1490 - Olao Magno, umanista, geografo e arcivescovo cattolico svedese († 1557)

## XVI secolo(4)
- 1516 - Carlotta di Francia, principessa francese († 1524)
- 1516 - Lorenzo Lenzi, vescovo cattolico, diplomatico e letterato italiano († 1571)
- 1543 - Juan de la Cueva, poeta e drammaturgo spagnolo († 1612)
- 1590 - Bartolomeo III Arese, politico, militare e magistrato italiano († 1674)

## XVII secolo(9)
- 1636 - Edvige Eleonora di Holstein-Gottorp, nobile tedesca († 1715)
- 1647 - Charles Le Goux de la Berchère, arcivescovo cattolico francese († 1719)
- 1660 - Gianantonio Davia, cardinale e arcivescovo cattolico italiano († 1740)
- 1663 - Eleonora Giuliana di Brandeburgo-Ansbach, duchessa († 1724)
- 1677 - Giuseppe Antonio Petrini, pittore svizzero († 1759)
- 1677 - Rudolf Franz Erwein von Schönborn, nobile, diplomatico e politico tedesco († 1754)
- 1679 - Maddalena Augusta di Anhalt-Zerbst, nobile († 1740)
- 1695 - François de Cuvilliés il Vecchio, architetto, scultore e stuccatore belga († 1768)
- 1698 - Ange-Jacques Gabriel, architetto francese († 1782)

## XVIII secolo(45)
- 1701 - Giovanni Angelo Anzani, vescovo cattolico italiano († 1770)
- 1705 - Maximilian Ulysses Browne, militare irlandese († 1757)
- 1710 - Amalia di Nassau-Dietz, nobile tedesca († 1777)
- 1713 - Pieter Burman il Giovane, filologo classico olandese († 1778)
- 1715 - Pietro II di Russia, sovrano russo († 1730)
- 1723 - Pierre-François Basan, incisore, mercante d'arte e editore francese († 1797)
- 1725 - Thomas Graves, ammiraglio inglese († 1802)
- 1727 - Xiao Yi Chun, imperatrice cinese († 1775)
- 1731 - Carlo Luigi Buronzo del Signore, arcivescovo cattolico italiano († 1806)
- 1732 - Nicola Buschi, arcivescovo cattolico italiano († 1813)
- 1734 - Restif de la Bretonne, scrittore e giornalista francese († 1806)
- 1746 - Nicola Palomba, presbitero, patriota e politico italiano († 1799)
- 1747 - Edward Alanson, chirurgo britannico († 1823)
- 1750 - Thomas Pinckney, politico e diplomatico statunitense († 1828)
- 1750 - Jacob Rosted, educatore e editore norvegese († 1833)
- 1751 - Leopoldo Camillo Volta, storico italiano († 1823)
- 1753 - Rosario Gregorio, storico italiano († 1809)
- 1756 - François Chabot, rivoluzionario francese († 1794)
- 1759 - André-Antoine Ravrio, scultore, drammaturgo e poeta francese († 1814)
- 1763 - Lazzaro Papi, scrittore, storico della letteratura e militare italiano († 1834)
- 1764 - Gabriele Manthoné, generale e patriota italiano († 1799)
- 1766 - Emmanuel de Grouchy, generale francese († 1847)
- 1766 - Joachim-Jean-Xavier d'Isoard, cardinale e arcivescovo cattolico francese († 1839)
- 1769 - James Ward, pittore e incisore inglese († 1859)
- 1770 - George Ramsay, IX conte di Dalhousie, nobile, ufficiale e diplomatico scozzese († 1838)
- 1771 - Jean-Andoche Junot, generale e nobile francese († 1813)
- 1772 - Francesco Inghirami, archeologo, incisore e disegnatore italiano († 1846)
- 1772 - Carlo Zen, arcivescovo cattolico e diplomatico italiano († 1825)
- 1773 - Pietro Generali, compositore italiano († 1832)
- 1773 - Josef Wolfgang Kainz, basso austriaco († 1855)
- 1774 - René de Chazet, drammaturgo, poeta e saggista francese († 1844)
- 1775 - Girolamo Gavi, vescovo cattolico italiano († 1869)
- 1775 - Gottlob Friedrich Thormeyer, architetto tedesco († 1842)
- 1781 - Marzia Provaglio, nobile italiana († 1859)
- 1788 - William Waldegrave, VIII conte Waldegrave, nobile e ufficiale inglese († 1859)
- 1789 - George Bridgeman, II conte di Bradford, nobile inglese († 1865)
- 1790 - Carlo Francesco del Liechtenstein, generale e politico austriaco († 1865)
- 1795 - Luigi Canina, archeologo e architetto italiano († 1856)
- 1796 - Miguel Calmon Dupin e Almeda, politico brasiliano († 1865)
- 1796 - Stefano Franscini, politico e pedagogista svizzero († 1857)
- 1797 - Piet Uys, generale boero († 1838)
- 1798 - Giuseppe Serroy, politico, medico e poeta italiano († 1881)
- 1799 - Carlo Nicolis di Robilant, militare italiano († 1871)
- 1800 - Henri Milne-Edwards, zoologo francese († 1885)
- 1800 - Enrico Orfei, cardinale e arcivescovo cattolico italiano († 1870)

## XIX secolo(165)
- 1801 - Gregorio De Filippis Delfico, politico, poeta e scrittore italiano († 1847)
- 1801 - Albert Lortzing, compositore tedesco († 1851)
- 1805 - Luigia Pascoli, pittrice italiana († 1882)
- 1805 - Adalbert Stifter, scrittore, pittore e pedagogo austriaco († 1868)
- 1806 - Ferdinand von Rayski, pittore tedesco († 1890)
- 1806 - Anna del Gesù di Braganza, nobile († 1857)
- 1807 - Carl Johan Tornberg, orientalista svedese († 1877)
- 1808 - Jacopo Tasso, patriota italiano († 1849)
- 1809 - August Howaldt, ingegnere tedesco († 1883)
- 1809 - Francesco Saluto, magistrato e giurista italiano († 1892)
- 1809 - Pietro Thouar, scrittore italiano († 1861)
- 1811 - Orazio Antinori, esploratore italiano († 1882)
- 1812 - Elisabetta Benato Beltrami, pittrice e scultrice italiana († 1888)
- 1813 - Teresa Brambilla, soprano italiano († 1895)
- 1813 - Ludwig Leichhardt, esploratore tedesco († 1848)
- 1813 - Félix Ravaisson, filosofo e archeologo francese († 1900)
- 1814 - Federico di Schleswig-Holstein-Sonderburg-Glücksburg, sovrano tedesco († 1885)
- 1815 - Alessandro Friggeri, militare italiano († 1880)
- 1816 - Francesco Siliprandi, patriota italiano († 1892)
- 1816 - Placido Tardy, matematico e fisico italiano († 1914)
- 1817 - James William Denver, politico, generale e avvocato statunitense († 1892)
- 1817 - Pierre Larousse, linguista, pedagogista e editore francese († 1875)
- 1818 - Gaetano Alimonda, cardinale e arcivescovo cattolico italiano († 1891)
- 1818 - Pedro González de Velasco, medico e antropologo spagnolo († 1882)
- 1821 - Demetrio Camarda, presbitero italiano († 1882)
- 1821 - Philipp Ludwig von Seidel, matematico tedesco († 1896)
- 1822 - Friederich Wilhelm Gustav Spörer, astronomo e insegnante tedesco († 1895)
- 1823 - Adolf von Catty, generale e politico austriaco († 1897)
- 1823 - Emilio Naudin, tenore italiano († 1890)
- 1825 - Julius Kühn, agronomo tedesco († 1910)
- 1825 - Achille Polti, politico italiano († 1899)
- 1825 - Giampaolo Vlacovich, medico e anatomista italiano († 1899)
- 1826 - Honoré Daumet, architetto francese († 1911)
- 1832 - William Hulbert, dirigente sportivo statunitense († 1882)
- 1832 - Riccardo Secondi, politico e oculista italiano († 1903)
- 1833 - Antonio Flores Jijón, politico ecuadoriano († 1915)
- 1833 - Arthur Legrand, politico e avvocato francese († 1916)
- 1833 - Jean Baptiste Louis Pierre, botanico francese († 1905)
- 1834 - Giovan Battista Falcone, patriota italiano († 1857)
- 1834 - Gaspare Stanislao Ferrari, matematico italiano († 1903)
- 1834 - Erminia Fuà Fusinato, poetessa, educatrice e patriota italiana († 1876)
- 1834 - Hermann Usener, filologo classico tedesco († 1905)
- 1835 - Adlai Stevenson I, politico statunitense († 1914)
- 1836 - Angiolo Filippi, medico italiano († 1905)
- 1836 - Emilio Morpurgo, statistico e politico italiano († 1885)
- 1837 - Moritz Kaposi, dermatologo ungherese († 1902)
- 1839 - François Bidel, circense francese († 1909)
- 1842 - Severino Casana, ingegnere e politico italiano († 1912)
- 1842 - Carmelo Palladino, anarchico italiano († 1886)
- 1843 - Nazzareno Cipriani, pittore italiano († 1925)
- 1844 - Johnny Behan, statunitense († 1912)
- 1844 - Édouard Branly, fisico francese († 1940)
- 1844 - Robert Bridges, poeta britannico († 1930)
- 1844 - Wilhelm Leibl, pittore tedesco († 1900)
- 1845 - George Saintsbury, scrittore, storico e critico letterario inglese († 1933)
- 1845 - Mario Fani, politico italiano († 1869)
- 1848 - Amalia di Sassonia-Coburgo-Koháry, principessa tedesca († 1894)
- 1849 - James Reid, medico scozzese († 1923)
- 1849 - Saionji Kinmochi, politico giapponese († 1940)
- 1850 - Damaso Pio De Bono, vescovo cattolico italiano († 1927)
- 1852 - Luigi Balbiano, chimico italiano († 1917)
- 1852 - Jean-Louis Forain, pittore e disegnatore francese († 1931)
- 1853 - João Capistrano de Abreu, storico brasiliano († 1927)
- 1853 - William Lamb Picknell, pittore statunitense († 1897)
- 1854 - Heinrich Morf, linguista e filologo svizzero († 1921)
- 1854 - Annie Lorrain Smith, micologa britannica († 1937)
- 1857 - Georg Albrecht Klebs, botanico tedesco († 1918)
- 1857 - Juan Luna, pittore e attivista filippino († 1899)
- 1859 - Pasquale Calderoni Martini, numismatico e politico italiano († 1933)
- 1860 - Gustave Koeckert, violinista e docente tedesco († 1948)
- 1860 - Molly Elliot Seawell, scrittrice e storica statunitense († 1916)
- 1861 - James Gascoyne-Cecil, IV marchese di Salisbury, nobile e politico inglese († 1947)
- 1861 - Huber Lipót, presbitero, teologo e ebraista ungherese († 1946)
- 1863 - Felix Ahrens, chimico tedesco († 1910)
- 1863 - Pantelej Kiselov, generale bulgaro († 1927)
- 1864 - Victor Spencer, I visconte Churchill, nobile e ufficiale inglese († 1934)
- 1865 - Tommaso Valerio Valeri, arcivescovo cattolico italiano († 1950)
- 1867 - Francesco Malaguzzi Valeri, storico dell'arte, numismatico e funzionario italiano († 1928)
- 1867 - Georges Monca, regista, sceneggiatore e attore francese († 1939)
- 1867 - Paul Roussel, scultore francese († 1928)
- 1868 - Frederick Lanchester, ingegnere britannico († 1946)
- 1868 - Lin Sen, politico cinese († 1943)
- 1869 - John Heisman, allenatore di football americano, allenatore di pallacanestro e allenatore di baseball statunitense († 1936)
- 1869 - Béla Zulawszky, schermidore ungherese († 1914)
- 1870 - Lawrence York Spear, ufficiale statunitense († 1950)
- 1871 - Gjergj Fishta, poeta, politico e traduttore albanese († 1940)
- 1871 - Bindo Galli, magistrato e politico italiano († 1952)
- 1872 - Edgar J. Goodspeed, teologo e biblista statunitense († 1962)
- 1873 - William David Coolidge, fisico, ingegnere e inventore statunitense († 1975)
- 1873 - Guido Viale, politico italiano († 1952)
- 1874 - Billie Bennett, attrice statunitense († 1951)
- 1874 - Robert Dinesen, attore e regista danese († 1972)
- 1874 - Otto Rühle, scrittore e politico tedesco († 1943)
- 1875 - Gilbert Lewis, chimico statunitense († 1946)
- 1875 - Archie Lockhart, giocatore di curling canadese († 1941)
- 1875 - Carl Emil Pettersson, marinaio svedese († 1937)
- 1875 - Karl von Prager, generale tedesco († 1959)
- 1875 - Dionysio Typaldos, medico e diplomatico greco († 1955)
- 1876 - Franz Schlegelberger, politico tedesco († 1970)
- 1879 - Raffaele Montuori, prefetto e politico italiano († 1960)
- 1880 - Dominikus Böhm, architetto tedesco († 1955)
- 1880 - Una O'Connor, attrice irlandese († 1959)
- 1880 - Francis Vial, calciatore francese († 1914)
- 1881 - Davide Augusto Albarin, antifascista italiano († 1959)
- 1881 - Charles Armstrong, canottiere statunitense († 1952)
- 1881 - Gyula Kiss, allenatore di calcio, calciatore e arbitro di calcio ungherese († 1945)
- 1881 - John Lyttelton, IX visconte Cobham, politico e ufficiale inglese († 1949)
- 1881 - Adelina Otero-Warren, attivista e politica statunitense († 1965)
- 1881 - Harry Stiff, tiratore di fune britannico († 1939)
- 1883 - Arno Bieberstein, nuotatore tedesco († 1918)
- 1883 - Mohammad Bahawal Khan V, principe indiano († 1907)
- 1883 - Bernardino Re, vescovo cattolico e poeta italiano († 1963)
- 1883 - Lajos Werkner, schermidore ungherese († 1943)
- 1884 - Gustav Hensel, calciatore tedesco († 1933)
- 1884 - Ludwig Hopf, fisico tedesco († 1939)
- 1884 - Paola Riccora, commediografa italiana († 1976)
- 1884 - Al Zirkel, lottatore statunitense († 1945)
- 1885 - Giuseppe Biasi, pittore, incisore e illustratore italiano († 1945)
- 1885 - Jan Czochralski, chimico polacco († 1953)
- 1885 - Adolfo Fanconi, calciatore, allenatore di calcio e dirigente sportivo italiano († 1974)
- 1886 - Edwin Boring, psicologo statunitense († 1968)
- 1886 - Charles Crupelandt, ciclista su strada e pistard francese († 1955)
- 1887 - William F. Hanson, musicista, compositore e musicologo statunitense († 1969)
- 1887 - Lothar Rendulic, generale austriaco († 1971)
- 1888 - Maria Cengia Sambo, botanica italiana († 1939)
- 1888 - Wilhelm Stemmermann, generale tedesco († 1944)
- 1889 - Filandro De Collibus, avvocato e politico italiano († 1975)
- 1889 - Avshalom Feinberg, agente segreto ottomano († 1917)
- 1889 - Frieda Fromm-Reichmann, psichiatra tedesca († 1957)
- 1889 - Lorenzo Gigli, giornalista, critico letterario e traduttore italiano († 1971)
- 1889 - Theodor Malm, calciatore svedese († 1950)
- 1889 - Gian Battista Mantegazzi, compositore e direttore di banda svizzero († 1958)
- 1890 - Abd al-Hamid Karame, politico libanese († 1950)
- 1890 - Euclide Fantoni, militare italiano († 1976)
- 1890 - Luigi Lanzuolo, militare italiano († 1943)
- 1891 - Domenico Macaggi, medico, politico e criminologo italiano († 1969)
- 1892 - Amedeo Dalla Volta, psicologo e medico italiano († 1985)
- 1892 - Carlo Guarnieri, pittore e incisore italiano († 1988)
- 1892 - André Marc, presbitero, teologo e filosofo francese († 1961)
- 1892 - Gummo Marx, comico, attore e imprenditore statunitense († 1977)
- 1893 - Jean Absil, compositore belga († 1974)
- 1893 - Jean Acker, attrice statunitense († 1978)
- 1893 - Christopher Ingold, chimico britannico († 1970)
- 1893 - Ernst Öpik, astronomo e astrofisico estone († 1985)
- 1893 - Angelo Vannini, militare italiano († 1915)
- 1894 - Angelo Cecchelin, attore e comico italiano († 1964)
- 1894 - Isabella Moore, nuotatrice britannica († 1975)
- 1895 - Elizabeth Knowlton, alpinista e scrittrice statunitense († 1989)
- 1895 - Hans Ferdinand Mayer, matematico e fisico tedesco († 1980)
- 1895 - Giovanni Battista Meneghini, imprenditore italiano († 1981)
- 1896 - Abram Jakovlevič Model', scacchista sovietico († 1976)
- 1896 - Pard Pearce, giocatore di football americano statunitense († 1974)
- 1896 - Lilyan Tashman, attrice statunitense († 1934)
- 1897 - Richard Jeffries Dawes, aviatore canadese († 1983)
- 1897 - Dmitrij Grigor'evič Pavlov, generale sovietico († 1941)
- 1897 - Roberto Sgrilli, fumettista, animatore e pittore italiano († 1985)
- 1898 - Andrea Preus, calciatore italiano († 1985)
- 1898 - Rolf Westgaard, calciatore norvegese († 1970)
- 1899 - Helena Cambridge, nobile britannica († 1969)
- 1899 - Filipp Sergeevič Oktjabr'skij, ammiraglio sovietico († 1969)
- 1899 - Otello Putinati, politico, antifascista e sindacalista italiano († 1952)
- 1899 - Pedro María Ramírez Ramos, presbitero colombiano († 1948)
- 1900 - Valerian Gracias, cardinale e arcivescovo cattolico indiano († 1978)
- 1900 - Seweryn Kulesza, cavaliere polacco († 1983)
- 1900 - Oliver Law, sindacalista statunitense († 1937)

## XX secolo(835)
- 1902 - Settimo Accardi, mafioso italiano († 1977)
- 1902 - Giovanni Battista Dal Prà, vescovo cattolico italiano († 1990)
- 1902 - Francesco Franchi, avvocato e patriota italiano († 1980)
- 1902 - Luigi Gedda, medico, attivista e editore italiano († 2000)
- 1902 - Frederick Kennedy, calciatore inglese († 1963)
- 1902 - Kristmann Guðmundsson, scrittore islandese († 1983)
- 1902 - Otmar Nussio, compositore, flautista e direttore d'orchestra svizzero († 1990)
- 1902 - Ib Schønberg, attore danese († 1955)
- 1902 - Robert Eberan von Eberhorst, ingegnere e progettista austriaco († 1982)
- 1903 - Juan Aguilera, calciatore cileno († 1979)
- 1903 - Friedel Berges, nuotatore tedesco († 1969)
- 1903 - Maurice Grosser, pittore, critico d'arte e scenografo statunitense († 1986)
- 1903 - Eleanor Kahn, attrice statunitense († 1982)
- 1903 - Werner Klingler, regista e attore tedesco († 1972)
- 1903 - Giuseppe Mortarotti, calciatore italiano († 1973)
- 1903 - Hugo K. Sievers, medico e politico cileno († 1972)
- 1903 - Richard Thomalla, militare e ingegnere tedesco († 1945)
- 1903 - Maurice Tillet, wrestler e rugbista a 15 francese († 1954)
- 1904 - Edmond Ardisson, attore francese († 1983)
- 1904 - Eurialo De Michelis, scrittore, critico letterario e poeta italiano († 1990)
- 1904 - Maximilien de Fürstenberg, cardinale e arcivescovo cattolico belga († 1988)
- 1904 - Ramón Luna, calciatore argentino
- 1904 - Vladimir Aleksandrovič Sudec, generale sovietico († 1981)
- 1905 - Giuseppe Bartolozzi, matematico italiano († 1982)
- 1905 - Felix Bloch, fisico svizzero († 1983)
- 1905 - Gertrude Ederle, nuotatrice statunitense († 2003)
- 1905 - Norah Lange, scrittrice e poetessa argentina († 1972)
- 1905 - Yen Chia-kan, politico taiwanese († 1993)
- 1906 - Matteo Benussi, partigiano italiano († 1951)
- 1906 - Alessandro Bermani, politico italiano († 1979)
- 1906 - Audrey Berry, attrice statunitense († 1996)
- 1906 - Jonathan Latimer, giornalista, scrittore e sceneggiatore statunitense († 1983)
- 1906 - Gino Pelizzola, artista e grafico italiano († 1990)
- 1906 - Paula Ruutu, politica e docente finlandese († 1990)
- 1906 - Karl Szoldatics, calciatore austriaco († 1950)
- 1907 - Hermínia Silva, attrice e cantante portoghese († 1993)
- 1907 - Michele Pascolato, politico e avvocato italiano († 1988)
- 1907 - Sofka Skipwith, nobile, attivista e scrittrice russa († 1994)
- 1908 - Juan Botasso, calciatore argentino († 1950)
- 1908 - František Douda, pesista e discobolo cecoslovacco († 1990)
- 1908 - Il'ja Michajlovič Frank, fisico sovietico († 1990)
- 1908 - Sally O'Neil, attrice statunitense († 1968)
- 1908 - Elek Schwartz, allenatore di calcio e calciatore rumeno († 2000)
- 1908 - Anna Ter-Avetikian, architetta armena († 2013)
- 1909 - Gloria Grey, attrice statunitense († 1947)
- 1909 - Zellig Harris, linguista statunitense († 1992)
- 1909 - Mohamed Latif, calciatore egiziano († 1990)
- 1909 - Mario Loetti, allenatore di calcio e calciatore italiano († 1980)
- 1910 - Gaetano Cesana, calciatore italiano
- 1910 - Sven Höglund, ciclista su strada svedese († 1995)
- 1910 - Richard Mortensen, pittore danese († 1993)
- 1910 - Hayden Rorke, attore statunitense († 1987)
- 1910 - Otto Weckerling, ciclista su strada tedesco († 1977)
- 1911 - Umberto Guarducci, ciclista su strada italiano († 1962)
- 1911 - Albert Henri Littolff, militare francese († 1943)
- 1912 - Edgardo Dell'Acqua, fumettista italiano († 1986)
- 1913 - Tristano Codignola, politico, editore e giornalista italiano († 1981)
- 1913 - Costuras, calciatore portoghese
- 1913 - Cesare Ligini, architetto italiano († 1988)
- 1914 - Walter Brooke, attore statunitense († 1986)
- 1914 - Frank Kinard, giocatore di football americano statunitense († 1985)
- 1914 - Luigi Preti, politico e scrittore italiano († 2009)
- 1915 - Vincenzo Barra, politico italiano († 1992)
- 1915 - Vic Buckingham, calciatore e allenatore di calcio inglese († 1995)
- 1915 - Salvatore Fiume, pittore, illustratore e scrittore italiano († 1997)
- 1915 - Jack Frendo Azzopardi, pallanuotista maltese († 1981)
- 1915 - Simo Puupponen, scrittore e giornalista finlandese († 1967)
- 1915 - Giuseppe Rimbotti, militare, partigiano e giornalista italiano († 2000)
- 1916 - Alberto Bienvenú, cestista messicano († 2004)
- 1916 - Philip Rosenthal, imprenditore e politico tedesco († 2001)
- 1916 - Giuseppe Stammati, educatore e saggista italiano († 1985)
- 1916 - Ken Suesens, cestista e allenatore di pallacanestro statunitense († 1992)
- 1917 - Robert Bray, attore statunitense († 1983)
- 1918 - James Daly, attore statunitense († 1978)
- 1918 - Bolesław Drobiński, militare e aviatore polacco († 1995)
- 1918 - C. Walton Lillehei, chirurgo statunitense († 1999)
- 1918 - Helen Nielsen, scrittrice e sceneggiatrice statunitense († 2002)
- 1918 - Paul Rudolph, architetto statunitense († 1997)
- 1919 - Manolis Andronikos, archeologo greco († 1992)
- 1920 - Rayford Barnes, attore statunitense († 2000)
- 1920 - Tetsuya Theodore Fujita, meteorologo giapponese († 1998)
- 1920 - Huck Hartman, cestista statunitense († 1946)
- 1920 - Giovannino Loreti, politico e avvocato italiano († 2014)
- 1920 - Franz-Albrecht Metternich-Sandor, nobile, storico e bibliotecario tedesco († 2009)
- 1920 - Bob Montana, fumettista statunitense († 1975)
- 1920 - Severino Radici, cestista italiano († 2001)
- 1920 - Gianni Rodari, scrittore, pedagogista e giornalista italiano († 1980)
- 1920 - Art Stolkey, cestista statunitense († 2013)
- 1921 - Denise Duval, soprano francese († 2016)
- 1921 - Billy Pearson, calciatore irlandese († 2009)
- 1921 - Aidano Schmuckher, scrittore e giornalista italiano († 1996)
- 1922 - William Aquin Carew, arcivescovo cattolico canadese († 2012)
- 1922 - Coleen Gray, attrice statunitense († 2015)
- 1922 - Mänşük Mämetova, militare sovietica († 1943)
- 1922 - Trevor Kletz, chimico britannico († 2013)
- 1922 - Guiscardo Lorito, giornalista, scrittore e poeta italiano († 2001)
- 1923 - Raúl Ballefín, cestista e allenatore di pallacanestro uruguaiano († 2013)
- 1923 - Giuseppe Bertani, biologo italiano († 2015)
- 1923 - Đoàn Khuê, generale e politico vietnamita († 1999)
- 1923 - Ned Rorem, compositore statunitense († 2022)
- 1923 - Bhairon Singh Shekhawat, politico indiano († 2010)
- 1923 - Julia Wipplinger, tennista sudafricana († 1989)
- 1923 - Andrzej Łukoski, militare polacco († 1944)
- 1924 - Anouar Abdel-Malek, storico e sociologo egiziano († 2012)
- 1924 - Krešimir Arapović, calciatore e allenatore di calcio jugoslavo († 1994)
- 1924 - Clelia Sarnelli Cerqua, arabista e islamista italiana († 2009)
- 1924 - Fritz Haller, architetto e designer svizzero († 2012)
- 1924 - Bruno Maran, calciatore italiano
- 1924 - Claude Netter, schermidore francese († 2007)
- 1924 - Enrico Ranzanici, imprenditore e dirigente sportivo italiano († 2007)
- 1925 - Carlo Caracciolo, nobile, editore e imprenditore italiano († 2008)
- 1925 - Johnny Carson, conduttore televisivo e comico statunitense († 2005)
- 1925 - Radu Florescu, storico rumeno († 2014)
- 1925 - José Freire Falcão, cardinale e arcivescovo cattolico brasiliano († 2021)
- 1925 - Manos Hadjidakis, compositore, pianista e direttore d'orchestra greco († 1994)
- 1925 - Nanni Loy, regista, sceneggiatore e autore televisivo italiano († 1995)
- 1925 - Jochen Müller, calciatore tedesco orientale († 1985)
- 1925 - Antonio Zavagnin, politico e sindacalista italiano († 2005)
- 1925 - Georgij Borisovič Ščukin, regista sovietico († 1983)
- 1926 - Domenico Attanasio, cantante italiano († 2021)
- 1926 - Larry Crockett, pilota automobilistico statunitense († 1955)
- 1926 - Silvano Toncelli, ex calciatore italiano
- 1926 - Baronessa Janet Young, politica inglese († 2002)
- 1927 - Giovanni Bussone, allenatore di calcio e calciatore italiano († 2014)
- 1927 - Sonny Criss, sassofonista e compositore statunitense († 1977)
- 1927 - Pio Fontana, scrittore e critico letterario svizzero († 2001)
- 1927 - Dezső Gyarmati, pallanuotista ungherese († 2013)
- 1927 - Barron Hilton, imprenditore statunitense († 2019)
- 1927 - Edward Kienholz, artista statunitense († 1994)
- 1927 - Leszek Kołakowski, filosofo, storico e saggista polacco († 2009)
- 1927 - Erwin Kreuz, tedesco († 2010)
- 1927 - Philip Lamantia, poeta e scrittore statunitense († 2005)
- 1927 - Cal Luther, allenatore di pallacanestro statunitense († 2021)
- 1927 - Tonino Ricci, regista italiano († 2014)
- 1927 - Edvin Vesterby, ex lottatore svedese
- 1928 - Bella Darvi, attrice polacca († 1971)
- 1928 - Wim van der Gijp, calciatore olandese († 2005)
- 1928 - Artur Iosifovič Vojteckij, regista sovietico († 1993)
- 1928 - Zhu Rongji, politico cinese
- 1929 - Leonard Freed, fotoreporter statunitense († 2006)
- 1929 - Dmitrij Ukolov, hockeista su ghiaccio sovietico († 1992)
- 1929 - Renzo Zaffanella, politico italiano († 2020)
- 1929 - Vincenzo Zarri, vescovo cattolico italiano
- 1930 - Gérard Blain, attore e regista francese († 2000)
- 1930 - Boozoo Chavis, fisarmonicista e cantante statunitense († 2001)
- 1930 - Ernesto Ledesma, calciatore uruguaiano († 2011)
- 1930 - Abe Segal, tennista sudafricano († 2016)
- 1931 - Lolly Borg, calciatore e allenatore di calcio maltese († 2020)
- 1931 - Jim Bunning, giocatore di baseball e politico statunitense († 2017)
- 1931 - Danilo Coito, cestista uruguaiano († 2010)
- 1931 - Bruno Corbucci, regista e sceneggiatore italiano († 1996)
- 1931 - Diana Dors, attrice britannica († 1984)
- 1931 - Armando Fausto Fabi, militare italiano († 1961)
- 1931 - Johnny Kitagawa, imprenditore giapponese († 2019)
- 1931 - Fernando Lazzaroni, arbitro di calcio italiano († 1996)
- 1931 - David Mathers, calciatore scozzese († 2014)
- 1931 - Raymond Sabounghi, cestista egiziano († 2002)
- 1932 - Dimitra Arliss, attrice statunitense († 2012)
- 1932 - Vasilij Ivanovič Belov, scrittore e politico sovietico († 2012)
- 1932 - Luigi Giusso, politico italiano († 2000)
- 1932 - Alexandru Marinescu, ex pallanuotista rumeno
- 1932 - Arturo Osio, politico italiano
- 1932 - Jorge Lino Romero, ex calciatore paraguaiano
- 1933 - Italo Bortolotti, pittore e scultore italiano († 2007)
- 1933 - Giorgio Di Genova, storico dell'arte italiano († 2023)
- 1933 - Rolf Fritzsche, ex calciatore tedesco orientale
- 1933 - Gary McFarland, compositore, arrangiatore e vibrafonista statunitense († 1971)
- 1933 - Francesco Scafarelli, scacchista italiano († 2007)
- 1933 - Jeffrey Titford, imprenditore e politico britannico († 2024)
- 1933 - Hans Weilbächer, calciatore tedesco († 2022)
- 1934 - Evandro Agazzi, filosofo e logico italiano
- 1934 - Juan Manuel Couder, tennista spagnolo († 1999)
- 1934 - Rita Gardner, attrice statunitense († 2022)
- 1934 - Tamar Simon Hoffs, regista, sceneggiatrice e produttrice cinematografica statunitense
- 1934 - Aryeh Kaplan, teologo e rabbino statunitense († 1983)
- 1934 - Domenico Musti, storico italiano († 2010)
- 1934 - Herb Simon, imprenditore statunitense
- 1935 - Egon Franke, schermidore polacco († 2022)
- 1935 - Umberto Romagnoli, giurista italiano
- 1936 - Andrzej Jasiński, pianista polacco
- 1936 - Philip Kaufman, regista, sceneggiatore e produttore cinematografico statunitense
- 1936 - Ralph Raico, storico statunitense († 2016)
- 1936 - Lee Rose, allenatore di pallacanestro statunitense († 2022)
- 1937 - Stephen Naidoo, arcivescovo cattolico sudafricano († 1989)
- 1937 - Ercole Ottaviano, genetista italiano († 1991)
- 1937 - Geki, pilota automobilistico italiano († 1967)
- 1937 - Massimo Vari, giurista e docente italiano († 2013)
- 1937 - Ivan Varlamov, calciatore e allenatore di calcio sovietico († 2020)
- 1937 - Deven Verma, attore, produttore cinematografico e regista indiano († 2014)
- 1938 - Klaus Bittner, ex canottiere tedesco
- 1938 - Marino Cortese, politico italiano († 2020)
- 1938 - Eugenio Fascetti, ex calciatore e allenatore di calcio italiano
- 1938 - Henry John Heinz III, politico e imprenditore statunitense († 1991)
- 1938 - Michel Hoàng Đức Oanh, vescovo cattolico vietnamita
- 1938 - R. F. Langley, poeta e insegnante britannico († 2011)
- 1938 - Carlo Mongardini, sociologo e scrittore italiano († 2021)
- 1938 - Francesco Valma, disegnatore e incisore italiano
- 1938 - Humpy Wheeler, dirigente d'azienda statunitense
- 1939 - Stanley Anderson, attore statunitense († 2018)
- 1939 - Frans van Balkom, allenatore di calcio e calciatore olandese († 2015)
- 1939 - Gerhard Endress, arabista tedesco
- 1939 - László Lugossy, regista e sceneggiatore ungherese
- 1939 - Michael John Malone, vescovo cattolico australiano
- 1939 - Charles R. Morris, avvocato, banchiere e scrittore statunitense († 2021)
- 1940 - Antonio Nicola Cantalamessa, politico italiano († 2017)
- 1940 - Ellie Greenwich, cantautrice e produttrice discografica statunitense († 2009)
- 1940 - Tom McGrath, drammaturgo, pianista e poeta scozzese († 2009)
- 1940 - Fouad Twal, patriarca cattolico giordano
- 1940 - Edy Vessel, attrice, ex ballerina e ex modella italiana
- 1940 - Hiroshi Yoshimura, musicista e compositore giapponese († 2003)
- 1940 - Pelé, calciatore e dirigente sportivo brasiliano († 2022)
- 1941 - Gérard Ducarouge, ingegnere francese († 2015)
- 1941 - Gerhard Gleich, artista e pittore austriaco
- 1941 - Winston Hill, giocatore di football americano statunitense († 2016)
- 1941 - René Metge, pilota di rally francese († 2024)
- 1941 - Bruno Montefiori, politico italiano († 2021)
- 1941 - Giancarlo Parretti, imprenditore italiano
- 1941 - Igor' Nikolaevič Smirnov, politico russo
- 1941 - Mel Winkler, attore e doppiatore statunitense († 2020)
- 1942 - Michael Crichton, scrittore, sceneggiatore e regista statunitense († 2008)
- 1942 - Mendel Jackson Davis, politico statunitense († 2007)
- 1942 - Piero Finà, cantautore italiano († 2013)
- 1942 - Carol Littleton, montatrice statunitense
- 1942 - Ermenegildo Manfredi, politico italiano († 1993)
- 1942 - Pier Giorgio Micchiardi, vescovo cattolico italiano
- 1942 - Miroslav Pavlović, calciatore jugoslavo († 2004)
- 1942 - Akiyoshi Sakai, sceneggiatore giapponese
- 1943 - Alida Chelli, attrice e cantante italiana († 2012)
- 1943 - Milan Holeček, ex tennista cecoslovacco
- 1943 - Vincent Mauro, arbitro di calcio italiano († 2024)
- 1943 - Carlo Monni, attore italiano († 2013)
- 1943 - Václav Neckář, attore e cantante ceco
- 1943 - Michael Peterson, scrittore statunitense
- 1943 - Fred Schmidt, ex nuotatore statunitense
- 1944 - Branko, astrologo e personaggio televisivo italiano
- 1944 - Francisco Cases Andreu, vescovo cattolico spagnolo
- 1944 - Keith Eddy, calciatore e allenatore di calcio inglese († 2022)
- 1944 - Giovanni Gei, politico italiano († 2013)
- 1944 - Michele Sangineto, liutaio italiano
- 1944 - Alan Woods, politico e saggista britannico
- 1945 - Paul Apostol, ex schermidore statunitense
- 1945 - Angela Buttiglione, giornalista italiana
- 1945 - Hugh Fraser, attore, regista teatrale e scrittore britannico
- 1945 - Maggi Hambling, scultrice e pittrice inglese
- 1945 - Michel Vautrot, ex arbitro di calcio francese
- 1945 - Maury Yeston, compositore, paroliere e musicologo statunitense
- 1946 - Mel Martinez, politico statunitense
- 1946 - Miklós Németh, ex giavellottista ungherese
- 1946 - Sophie Tatischeff, montatrice e regista francese († 2001)
- 1946 - Jairo do Nascimento, calciatore brasiliano († 2019)
- 1947 - Miles Anderson, attore britannico
- 1947 - Marcus Borges, ex schermidore brasiliano
- 1947 - Kazimierz Deyna, calciatore polacco († 1989)
- 1947 - Frank DiLeo, produttore cinematografico e attore statunitense († 2011)
- 1947 - Agustín Cortés Soriano, vescovo cattolico spagnolo
- 1947 - Abd al-Aziz al-Rantissi, politico palestinese († 2004)
- 1948 - Carlo Borzaga, economista italiano († 2024)
- 1948 - Walter Foini, cantautore italiano
- 1948 - Vincenzo Iacopino, giornalista italiano
- 1948 - Vanna Iori, politica e pedagogista italiana
- 1948 - Martin Jenner, chitarrista, polistrumentista e compositore britannico
- 1949 - Würzel, chitarrista britannico († 2011)
- 1949 - Felice Cavallaro, giornalista, saggista e drammaturgo italiano
- 1949 - José Gervasio Gómez, ex calciatore uruguaiano
- 1949 - John Leckie, produttore discografico britannico
- 1949 - Oscar Martínez, attore argentino
- 1949 - James Anthony Tamayo, vescovo cattolico statunitense
- 1949 - Nick Tosches, scrittore, giornalista e biografo statunitense († 2019)
- 1949 - Fernando Zambrano, ex calciatore e allenatore di calcio spagnolo
- 1950 - Tea Albini, politica italiana
- 1950 - Guy Bleus, artista e scrittore belga
- 1950 - Tom Franklin, giocatore di poker statunitense
- 1950 - Wolf Muser, attore tedesco († 2022)
- 1950 - Richard Schoen, matematico statunitense
- 1950 - Mike Seerey, ex calciatore statunitense
- 1950 - Peter Turnbull, scrittore britannico
- 1951 - Ángel de Andrés López, attore spagnolo († 2016)
- 1951 - Mirosław Bulzacki, ex calciatore polacco
- 1951 - Charly García, tastierista, produttore discografico e compositore argentino
- 1951 - David Johnson, calciatore e allenatore di calcio inglese († 2022)
- 1951 - Gerd Kische, ex calciatore tedesco orientale
- 1951 - Michael Rupert, attore e cantante statunitense
- 1951 - Fatmir Sejdiu, politico kosovaro
- 1951 - Luiz Tatit, cantante, compositore e linguista brasiliano
- 1952 - Vittore Boccardi, presbitero e giornalista italiano
- 1952 - Fausto Branchini, bassista italiano
- 1952 - Silvio Francesconi, calciatore e allenatore di calcio italiano († 2021)
- 1952 - Antjie Krog, scrittrice sudafricana
- 1952 - Pierre Moerlen, batterista, vibrafonista e compositore francese († 2005)
- 1952 - Giovanni Simonelli, ex calciatore e allenatore di calcio italiano
- 1952 - Robin Swicord, sceneggiatrice, regista e produttrice cinematografica statunitense
- 1952 - Fernando Wong, cestista e allenatore di pallacanestro messicano († 2016)
- 1952 - Simona dalla Chiesa, politica italiana
- 1953 - Taner Akçam, storico e sociologo turco
- 1953 - Ira Steven Behr, produttore televisivo e sceneggiatore statunitense
- 1953 - Pauline Black, cantante e attrice britannica
- 1953 - Hugo Cabrera, cestista dominicano († 2021)
- 1953 - Luciano Calosso, architetto, scenografo e costumista italiano
- 1953 - Michele Cappella, politico italiano
- 1953 - Alex Gibney, regista, sceneggiatore e produttore cinematografico statunitense
- 1953 - Valbona Jakova, poetessa e scrittrice albanese
- 1953 - Joaquín Lavín, economista, ingegnere e politico cileno
- 1953 - John Stremlau, ex calciatore statunitense
- 1953 - Cole Tucker, attore pornografico statunitense († 2015)
- 1953 - Alessandro Di Robilant, regista e sceneggiatore italiano
- 1954 - Denis Grondin, arcivescovo cattolico canadese
- 1954 - Ang Lee, regista, sceneggiatore e produttore cinematografico taiwanese
- 1954 - Evelina Meghnagi, attrice e cantante italiana
- 1954 - Giuseppe Maria Reina, politico italiano
- 1954 - Uli Stein, allenatore di calcio e ex calciatore tedesco
- 1955 - Andrew Cohen, giornalista canadese
- 1955 - Job Dragtsma, allenatore di calcio olandese
- 1955 - Fiorenzo Favero, ex ciclista su strada italiano
- 1955 - Toshio Hosokawa, compositore giapponese
- 1955 - Vladimir Milić, ex pesista jugoslavo
- 1955 - Jörg Peter, ex maratoneta tedesco
- 1955 - Graeme Revell, compositore e pianista neozelandese
- 1955 - Fortunato Torrisi, allenatore di calcio e ex calciatore italiano
- 1955 - Marijan Vlak, allenatore di calcio e ex calciatore croato
- 1956 - Sergio Cecotti, politico e fisico italiano
- 1956 - Sergio Fortunato, procuratore sportivo e ex calciatore argentino
- 1956 - Joaquin Jimenez, medaglista e pittore francese
- 1956 - Betsy Nagelsen, tennista statunitense
- 1956 - Darrell Pace, ex arciere statunitense
- 1956 - Mari Elka Pangestu, politico indonesiano
- 1956 - Dianne Reeves, cantante statunitense
- 1956 - Gil Rossellini, regista, produttore cinematografico e sceneggiatore italiano († 2008)
- 1956 - Katrin Sass, attrice tedesca
- 1956 - Brent Syme, giocatore di curling canadese
- 1956 - Dwight Yoakam, cantautore e attore statunitense
- 1956 - Drahomír Zobek, medaglista slovacco
- 1957 - Anna Maria Krabbenborg, ex cestista brasiliana
- 1957 - Luca Bellotti, politico italiano
- 1957 - Beat Breu, ex ciclista su strada e ciclocrossista svizzero
- 1957 - Paul Kagame, politico e generale ruandese
- 1957 - Martin Luther King III, attivista statunitense
- 1957 - Francisco Mangado, architetto spagnolo
- 1957 - Sunil Bharti Mittal, imprenditore indiano
- 1957 - Adam Nawałka, allenatore di calcio e ex calciatore polacco
- 1957 - Giacomo Piangerelli, ex calciatore italiano
- 1957 - Juan Daniel Pirán, ex schermidore argentino
- 1957 - Vladimir Raskatov, nuotatore sovietico († 2014)
- 1957 - Graham Rix, allenatore di calcio e ex calciatore inglese
- 1957 - Ol'ga Slavnikova, scrittrice russa
- 1957 - Pino Tripodi, scrittore e saggista italiano
- 1957 - Michael Glenn Williams, compositore, pianista e ingegnere elettrotecnico statunitense
- 1958 - Julián Coronel, ex calciatore paraguaiano
- 1958 - Dante D'Elpidio, politico italiano
- 1958 - Cornelia Dörr, nuotatrice tedesca orientale
- 1958 - Abdel Rahman El Bacha, pianista libanese
- 1958 - Robert Muhiirwa, vescovo cattolico ugandese
- 1958 - Paolo Naccarato, funzionario, politico e giornalista italiano
- 1958 - Frank Schaffer, ex velocista tedesco
- 1959 - Antonio Baiocco, autore televisivo, regista e sceneggiatore italiano
- 1959 - Atanas Komšev, lottatore bulgaro († 1994)
- 1959 - Walter Pichler, ex biatleta tedesco occidentale
- 1959 - Sam Raimi, regista, sceneggiatore e attore statunitense
- 1959 - Sergio Antonio Scalese, generale italiano
- 1959 - Vernon Smith, cestista statunitense († 1992)
- 1959 - Oumar Sène, ex calciatore senegalese
- 1959 - "Weird Al" Yankovic, cantautore, fisarmonicista e attore statunitense
- 1960 - Mirwais Ahmadzaï, compositore e produttore discografico francese
- 1960 - Duilio Giammaria, giornalista, scrittore e autore televisivo italiano
- 1960 - Katoucha Niane, modella guineana († 2008)
- 1960 - Sandro Orlando, allenatore di pallacanestro italiano
- 1960 - Rossella Panarese, giornalista italiana († 2021)
- 1960 - Randy Pausch, informatico statunitense († 2008)
- 1960 - Wayne Rainey, pilota motociclistico e dirigente sportivo statunitense
- 1960 - Mara Salvia, ex cestista italiana
- 1960 - Danilo Sbardellotto, allenatore di sci alpino e ex sciatore alpino italiano
- 1960 - Sebastiano Vilella, fumettista italiano
- 1960 - France Winddance Twine, etnografa e insegnante statunitense
- 1961 - Roberto Amodio, dirigente sportivo e ex calciatore italiano
- 1961 - Brett Dean, direttore d'orchestra, violista e compositore australiano
- 1961 - Bruno Faidutti, storico, sociologo e autore di giochi francese
- 1961 - João Galo, ex calciatore portoghese
- 1961 - David Kitay, compositore statunitense
- 1961 - Laurie Halse Anderson, scrittrice statunitense
- 1961 - Andoni Zubizarreta, dirigente sportivo e ex calciatore spagnolo
- 1962 - Raúl Biord Castillo, arcivescovo cattolico venezuelano
- 1962 - Stefano Colantuono, dirigente sportivo, allenatore di calcio e ex calciatore italiano
- 1962 - Beatie Edney, attrice britannica
- 1962 - Doug Flutie, ex giocatore di football americano statunitense
- 1962 - Sarah Lucas, artista inglese
- 1962 - Paola Nugnes, politica italiana
- 1962 - Marcos Pavan, direttore di coro brasiliano
- 1962 - Christo van Rensburg, ex tennista sudafricano
- 1962 - Mike Tomczak, allenatore di football americano e ex giocatore di football americano statunitense
- 1962 - Laurie Warder, ex tennista australiano
- 1963 - Salvo Basso, poeta italiano († 2002)
- 1963 - Allison Shearmur, produttrice cinematografica statunitense († 2018)
- 1963 - Okwui Enwezor, critico d'arte nigeriano († 2019)
- 1963 - Peter Gomez, giornalista, saggista e conduttore televisivo statunitense
- 1963 - Hiroshi Ishiguro, insegnante giapponese
- 1963 - Paola Mammini, scrittrice e sceneggiatrice italiana
- 1963 - Dollah Salleh, ex calciatore e ex giocatore di calcio a 5 malese
- 1963 - Eric Shanower, fumettista e scrittore statunitense
- 1963 - Nune Tumanyan, scultrice armena
- 1963 - Rashidi Yekini, calciatore nigeriano († 2012)
- 1964 - Andrea Bergamo, allenatore di calcio e ex calciatore italiano
- 1964 - Eddy Cue, dirigente d'azienda statunitense
- 1964 - Giovanni Fumarola, allenatore di football americano e ex giocatore di football americano italiano
- 1964 - César Meneghetti, regista e artista brasiliano
- 1964 - Marco Mularoni, ex calciatore sammarinese
- 1964 - Raul Togni Filho, ex cestista e allenatore di pallacanestro brasiliano
- 1964 - Tsutomu Shimomura, informatico statunitense
- 1964 - Robert Trujillo, bassista statunitense
- 1965 - Eva Berková, ex cestista cecoslovacca
- 1965 - Augusten Burroughs, scrittore statunitense
- 1965 - Fred Keller, politico statunitense
- 1965 - Asqar Mamın, politico kazako
- 1965 - Silvio Mignano, scrittore e diplomatico italiano
- 1965 - Michael Jon O'Brien, ex nuotatore statunitense
- 1965 - Brian Rowsom, ex cestista e allenatore di pallacanestro statunitense
- 1965 - Christophe Soulé, ex cestista francese
- 1965 - Andrzej Woźniak, ex calciatore polacco
- 1965 - Andreas Zülow, ex pugile tedesco
- 1966 - Aldo Dolcetti, allenatore di calcio e ex calciatore italiano
- 1966 - Alex Flinn, scrittrice statunitense
- 1966 - Fawzi Gamal, ex calciatore egiziano
- 1966 - Leif Nordli, ex calciatore norvegese
- 1966 - Giuseppe Puglisi-Alibrandi, avvocato italiano
- 1966 - Lodovico Saccol, paroliere e compositore italiano
- 1966 - Cornelia Sirch, ex nuotatrice tedesca
- 1966 - Franco Vellar, allenatore di hockey su ghiaccio e ex hockeista su ghiaccio italiano
- 1966 - Yan Hong, ex marciatrice cinese
- 1966 - Alex Zanardi, ex pilota automobilistico e ex paraciclista italiano
- 1967 - Dale Crover, batterista statunitense
- 1967 - César Gómez, ex calciatore spagnolo
- 1967 - Salvator Kaçaj, ex calciatore albanese
- 1967 - Ardian Kozniku, allenatore di calcio e ex calciatore croato
- 1967 - Omar Linares, ex giocatore di baseball cubano
- 1967 - Roger Mantovani, conduttore radiofonico, doppiatore e attore italiano († 2025)
- 1967 - Gerald McClellan, ex pugile statunitense
- 1967 - Ambra Orfei, circense e personaggio televisivo italiana
- 1967 - Andy Payton, allenatore di calcio e ex calciatore inglese
- 1967 - Miodrag Radulović, allenatore di calcio e ex calciatore montenegrino
- 1967 - Jaime Yzaga, ex tennista peruviano
- 1968 - Gesine Cukrowski, attrice tedesca
- 1968 - Bettina Fulco, ex tennista argentina
- 1968 - Lucie Laroche, ex sciatrice alpina canadese
- 1968 - Jerry Mastrodomenico, attore italiano
- 1968 - Walter Palmer, ex cestista statunitense
- 1968 - Nihad Pejković, ex calciatore bosniaco
- 1968 - Claudio Rinaldi, giornalista italiano
- 1968 - Alexander Schmidt, allenatore di calcio tedesco
- 1968 - Markus Schmidt, ex slittinista austriaco
- 1968 - Reinaldo Vicente Simão, ex calciatore brasiliano
- 1969 - Geir Bakke, allenatore di calcio e ex calciatore norvegese
- 1969 - Ricardo Cadena, allenatore di calcio e ex calciatore messicano
- 1969 - Trudi Canavan, scrittrice australiana
- 1969 - Sanjay Gupta, chirurgo statunitense
- 1969 - Jon Huertas, attore statunitense
- 1969 - Marco Limberti, regista e sceneggiatore italiano
- 1969 - Bill O'Brien, allenatore di football americano statunitense
- 1969 - Răzvan Rădulescu, scrittore rumeno
- 1969 - Christian Schwarzer, ex pallamanista e allenatore di pallamano tedesco
- 1970 - Victor Costello, ex rugbista a 15, giornalista e aviatore irlandese
- 1970 - Scott Drew, allenatore di pallacanestro statunitense
- 1970 - Evens Gravel, ex schermidore canadese
- 1970 - Linzi Hateley, attrice e cantante britannica
- 1970 - Grant Imahara, conduttore televisivo e ingegnere statunitense († 2020)
- 1970 - Liu Yudong, ex cestista cinese
- 1970 - Ramiro Martínez, ex rugbista a 15 argentino
- 1970 - Milana Mišić, cantante finlandese
- 1970 - Gualtiero Scola, attore italiano
- 1970 - Andrea Tagwerker, ex slittinista austriaca
- 1971 - Cristiano Anastasi, politico italiano
- 1971 - Carlo Forlivesi, compositore, musicista e musicologo italiano
- 1971 - Martino Gatti, ex calciatore italiano
- 1971 - Dirk Hilbert, politico tedesco
- 1971 - Alex Hitzinger, ingegnere, progettista e dirigente sportivo tedesco
- 1971 - Chris Horner, ex ciclista su strada statunitense
- 1971 - Stephen Kunken, attore statunitense
- 1971 - Valentīns Lobaņovs, ex calciatore lettone
- 1971 - Luca Minutilli, pilota motociclistico italiano
- 1971 - Setona Mizushiro, fumettista giapponese
- 1971 - Thomas Prugger, snowboarder italiano
- 1971 - Bohuslav Sobotka, politico ceco
- 1971 - Su Maozhen, ex calciatore cinese
- 1971 - Salvatore Sullo, allenatore di calcio e ex calciatore italiano
- 1971 - Luis Torres, ex calciatore paraguaiano
- 1971 - Matthew Williamson, stilista inglese
- 1972 - Dhany, cantante italiana
- 1972 - Tiffeny Milbrett, ex calciatrice statunitense
- 1972 - Miladin Mutavdžić, ex cestista jugoslavo
- 1972 - Mohammad Rasoulof, regista, sceneggiatore e produttore cinematografico iraniano
- 1972 - Jasmin St. Claire, ex attrice pornografica statunitense
- 1972 - Kate del Castillo, attrice messicana
- 1973 - Malaika Arora, attrice indiana
- 1973 - Jesús Casas, allenatore di calcio, dirigente sportivo e ex calciatore spagnolo
- 1973 - Monika Ciecierska, ex cestista polacca
- 1973 - Christian Dailly, ex calciatore scozzese
- 1973 - Richie Dalmau, ex cestista portoricano
- 1973 - Russell Dlamini, politico swati
- 1973 - Denis Ducarme, politico belga
- 1973 - Ul'jana Lopatkina, ballerina russa
- 1973 - Luca Mattioni, produttore discografico, arrangiatore e tastierista italiano
- 1973 - Cristina Paluselli, ex fondista italiana
- 1973 - Matthew Quick, scrittore statunitense
- 1973 - Tobie Smith, ex nuotatrice statunitense
- 1973 - Natal'ja Sokolova, ex biatleta e fondista russa
- 1973 - Patricio Sturlese, scrittore argentino
- 1973 - Andrea Sussi, allenatore di calcio e ex calciatore italiano
- 1973 - Gaël Touya, schermidore francese
- 1973 - Elliot Zwangobani, ex calciatore e ex giocatore di calcio a 5 australiano
- 1974 - Aravind Adiga, scrittore e giornalista indiano
- 1974 - Beatrice Faumuina, ex discobola e conduttrice televisiva neozelandese
- 1974 - Derek Landy, scrittore e sceneggiatore irlandese
- 1974 - Chiara Moroni, politica italiana
- 1974 - Aldo Olcese, ex calciatore peruviano
- 1974 - Sander Westerveld, allenatore di calcio e ex calciatore olandese
- 1975 - Federico Amador, attore argentino
- 1975 - Trevor Challis, ex calciatore inglese
- 1975 - Fabio Gelonese, ex arbitro di calcio a 5 italiano
- 1975 - Glen Jackson, rugbista a 15, arbitro di rugby a 15 e allenatore di rugby a 15 neozelandese
- 1975 - Kōji Kumagai, ex calciatore giapponese
- 1975 - Marcus Lantz, allenatore di calcio e ex calciatore svedese
- 1975 - Kazuo Matsui, ex giocatore di baseball giapponese
- 1975 - Karuho Shiina, fumettista giapponese
- 1975 - Åne Sæter, ex sciatore alpino norvegese
- 1975 - Keith Van Horn, ex cestista statunitense
- 1975 - Manuela Velasco, attrice e conduttrice televisiva spagnola
- 1976 - Nassim Bounekdja, ex calciatore algerino
- 1976 - Percy Colque, calciatore boliviano
- 1976 - Cat Deeley, conduttrice televisiva, attrice e modella inglese
- 1976 - Gabriel Fernández, ex cestista e allenatore di pallacanestro argentino
- 1976 - Julie Howard, ex nuotatrice canadese
- 1976 - Lenísio, ex giocatore di calcio a 5 brasiliano
- 1976 - Ryan Reynolds, attore e produttore cinematografico canadese
- 1976 - James Zahn, attore, regista e sceneggiatore statunitense
- 1977 - Casey Frank, ex cestista statunitense
- 1977 - Aleksandre Iashvili, ex calciatore georgiano
- 1977 - Nick Vincent Murphy, sceneggiatore e regista irlandese
- 1977 - Olatunde Osunsanmi, regista, produttore cinematografico e produttore televisivo statunitense
- 1977 - Stefano Scandaletti, attore, regista teatrale e cantautore italiano
- 1977 - Tininho, ex calciatore brasiliano
- 1978 - Jimmy Bullard, ex calciatore e personaggio televisivo inglese
- 1978 - Jana Dement'jeva, canottiera ucraina
- 1978 - Juan Pablo Gianini, pilota motociclistico argentino
- 1978 - Wayne Julies, rugbista a 15 sudafricano
- 1978 - Anthony Mathenge, ex calciatore keniota
- 1978 - Léo Moura, ex calciatore brasiliano
- 1978 - Simone Sarasso, scrittore italiano
- 1978 - Archie Thompson, ex calciatore australiano
- 1978 - Wang Nan, tennistavolista cinese
- 1979 - Nathan Corbett, kickboxer e thaiboxer australiano
- 1979 - Simon Davies, allenatore di calcio e ex calciatore gallese
- 1979 - Ferdinand Feldhofer, allenatore di calcio e ex calciatore austriaco
- 1979 - Lynn Greer, ex cestista statunitense
- 1979 - Prinz Pi, rapper tedesco
- 1979 - Robert Mulick, ex hockeista su ghiaccio canadese
- 1979 - Vanessa Petruo, cantante e doppiatrice tedesca
- 1979 - Ernad Sabotic, ex calciatore lussemburghese
- 1979 - Casey Sanders, ex cestista statunitense
- 1979 - Jorge Solís, pugile messicano
- 1979 - Prabhas, attore indiano
- 1979 - Colin Yukes, rugbista a 15 canadese
- 1980 - Robert Belushi, attore statunitense
- 1980 - Mate Bilić, ex calciatore croato
- 1980 - Artur Drozdov, ex cestista ucraino
- 1980 - Silvia Hsieh, conduttrice televisiva taiwanese
- 1980 - Gwen Jackson, ex cestista e allenatrice di pallacanestro statunitense
- 1980 - Erik Messerschmidt, direttore della fotografia statunitense
- 1980 - Andy Monkhouse, allenatore di calcio e ex calciatore inglese
- 1980 - Jesper Nøddesbo, ex pallamanista danese
- 1980 - Vasilij Ročev, ex fondista russo
- 1980 - Ol'ga Ščučkina, ex fondista russa
- 1981 - Marzia Caravelli, ostacolista e velocista italiana
- 1981 - Leticia Dolera, attrice e regista spagnola
- 1981 - Jiang Lin, arciere cinese
- 1981 - Soni Malaj, cantante albanese
- 1981 - Olivier Occéan, ex calciatore canadese
- 1981 - Elina Valtonen, politica e imprenditrice finlandese
- 1981 - Abiola Wabara, ex cestista italiana
- 1981 - Zhong Weiping, schermitrice cinese
- 1981 - Daniela Alvarado, attrice venezuelana
- 1982 - Bianca Bai, attrice e modella taiwanese
- 1982 - Rodolfo Dantas Bispo, ex calciatore brasiliano
- 1982 - Ana Dulce Félix, mezzofondista e maratoneta portoghese
- 1982 - J̌ivan Gasparyan, compositore armeno
- 1982 - Kristjan Kangur, ex cestista estone
- 1982 - Miguel Lloyd, calciatore dominicano
- 1982 - Aleksandar Luković, allenatore di calcio e ex calciatore serbo
- 1982 - Rickey Paulding, ex cestista statunitense
- 1982 - Bradley Pierce, attore e doppiatore statunitense
- 1982 - Gessica Rostellato, politica italiana
- 1982 - Diego Pelicles da Silva, ex calciatore brasiliano
- 1983 - Tomasz Chmielewski, pentatleta polacco
- 1983 - Filippos Darlas, ex calciatore greco
- 1983 - Valentyn Dem'janenko, canoista azero
- 1983 - Alice Fearn, attrice teatrale britannica
- 1983 - Li Furong, ex calciatore macaense
- 1983 - Justin Medlock, giocatore di football americano statunitense
- 1983 - Jason Cunliffe, calciatore statunitense
- 1983 - Daniele Ronda, cantante e compositore italiano
- 1983 - Christopher Williams, astronauta statunitense
- 1983 - Ianis Zicu, allenatore di calcio e ex calciatore rumeno
- 1984 - Leighton Elliott, calciatore britannico
- 1984 - Izabel Goulart, supermodella e attrice brasiliana
- 1984 - Albert Jarrett, ex calciatore sierraleonese
- 1984 - Lee Young-ah, attrice sudcoreana
- 1984 - Ryōsuke Matsuoka, ex calciatore giapponese
- 1984 - Meghan McCain, conduttrice televisiva e autrice televisiva statunitense
- 1984 - Miguel Ángel Ramírez, allenatore di calcio spagnolo
- 1984 - Oleg Sokolov, schermidore uzbeko
- 1984 - Keiren Westwood, ex calciatore irlandese
- 1984 - Dalibor Đapa, cestista serbo
- 1985 - Mohammed Abdellaoue, ex calciatore norvegese
- 1985 - Carlos Cedeño, cestista venezuelano
- 1985 - Amadou Cissé, ex calciatore guineano
- 1985 - Sabina Cojocar, ex ginnasta rumena
- 1985 - Dušan Domović Bulut, ex cestista serbo
- 1985 - Uli Emanuele, paracadutista e base jumper italiano († 2016)
- 1985 - Marco Flores, ex calciatore argentino
- 1985 - Lachy Gillespie, cantante australiano
- 1985 - Marcus Hedbrandh, supermodello svedese
- 1985 - Ryuzo Kitajima, cavaliere giapponese
- 1985 - Loris Lombardo, percussionista e compositore italiano
- 1985 - Péter Lóránt, ex cestista ungherese
- 1985 - Masiela Lusha, attrice, produttrice cinematografica e poetessa statunitense
- 1985 - Angelica Massera, attrice, comica e imitatrice italiana
- 1985 - Miguel, musicista e cantautore statunitense
- 1985 - Isaac Pupo, ex calciatore liberiano
- 1985 - Marque Richardson, attore statunitense
- 1985 - Jamie Williams, attore statunitense
- 1986 - Konomi Asazu, bobbista giapponese
- 1986 - Emilia Clarke, attrice britannica
- 1986 - Ludovica De Caro, doppiatrice italiana
- 1986 - Briana Evigan, attrice, ballerina e cantante statunitense
- 1986 - Fan Ye, ex ginnasta cinese
- 1986 - Joseph Kamwendo, ex calciatore malawiano
- 1986 - Valerij Lichodej, cestista russo
- 1986 - Kathleen MacLeod, cestista australiana
- 1986 - Jirí Mádl, attore cinematografico, regista e sceneggiatore ceco
- 1986 - Julija Prokopčuk, ex tuffatrice ucraina
- 1986 - Jovanka Radičević, pallamanista montenegrina
- 1986 - Mario Reiter, calciatore austriaco
- 1986 - Roberto Riva, pattinatore artistico a rotelle italiano
- 1986 - Josh Strauss, rugbista a 15 sudafricano
- 1986 - Jessica Stroup, attrice e modella statunitense
- 1987 - Mohamed Attaibi, giocatore di calcio a 5 olandese
- 1987 - Milan Borjan, calciatore serbo
- 1987 - Carmella, wrestler e modella statunitense
- 1987 - Annabel Fay, cantante neozelandese
- 1987 - Jacques Maghoma, ex calciatore congolese (Repubblica Democratica del Congo)
- 1987 - Stenia Michel, allenatrice di calcio e ex calciatrice svizzera
- 1987 - Kostjantyn Miljajev, tuffatore ucraino
- 1987 - Thōmas Nazlidīs, ex calciatore greco
- 1987 - Rodrigo Pimpão, calciatore brasiliano
- 1987 - Rossella Sardu, calciatrice italiana
- 1987 - Miyū Sawai, attrice e modella giapponese
- 1987 - Seo In-guk, cantante e attore sudcoreano
- 1987 - Devin Sweetney, allenatore di pallacanestro e ex cestista statunitense
- 1987 - Bachana Tskhadadze, ex calciatore georgiano
- 1987 - Naomi Watanabe, attrice, comica e stilista giapponese
- 1987 - Adilson dos Anjos Oliveira, calciatore brasiliano
- 1988 - Hadisi Aengari, calciatore salomonese
- 1988 - Nicolaj Agger, ex calciatore danese
- 1988 - Nia Ali, ostacolista statunitense
- 1988 - Dani Clos, pilota automobilistico spagnolo
- 1988 - Jordan Crawford, ex cestista statunitense
- 1988 - Raphael E. Cuomo, medico statunitense
- 1988 - Georges Gope-Fenepej, calciatore francese
- 1988 - Vladimir Ikraš, giocatore di football americano serbo
- 1988 - Kim Song-gi, ex calciatore nordcoreano
- 1988 - Jesús Rodríguez, calciatore cubano
- 1988 - Viktorija Rusakova, pallavolista russa
- 1988 - Pavel Şabalïn, calciatore kazako
- 1988 - Aleksandr Salugin, ex calciatore russo
- 1988 - Kristoffer Sandtrøen, giocatore di calcio a 5 e calciatore norvegese
- 1988 - Elsie Uwamahoro, nuotatrice burundese
- 1989 - Viktor Agardius, calciatore svedese
- 1989 - Franz Anton, canoista tedesco
- 1989 - Alain Baroja, calciatore venezuelano
- 1989 - Zach Brown, giocatore di football americano statunitense
- 1989 - Jonas Devouassoux, ex sciatore alpino e sciatore freestyle francese
- 1989 - Clarice Falcão, attrice e cantante brasiliana
- 1989 - Johnathan Franklin, giocatore di football americano statunitense
- 1989 - Rory Gaffney, calciatore irlandese
- 1989 - Carlos Gálviz, ciclista su strada venezuelano
- 1989 - Michail Hardzjajčuk, calciatore bielorusso
- 1989 - Andrij Jarmolenko, calciatore ucraino
- 1989 - Anisja Kirdjapkina, marciatrice russa
- 1989 - Nikita Maljarov, calciatore russo
- 1989 - Susanna Manzoni, calciatrice italiana
- 1989 - Louise Schillgard, calciatrice svedese
- 1989 - Artem Čornij, allenatore di calcio e ex calciatore ucraino
- 1990 - Dalmar Abuzeid, attore canadese
- 1990 - Allyson Aires dos Santos, calciatore brasiliano
- 1990 - Elise Bauman, attrice, cantante e regista canadese
- 1990 - Blaž Božič, calciatore sloveno
- 1990 - Stevie Brock, cantante pop statunitense
- 1990 - Gustavo Busatto, calciatore brasiliano
- 1990 - Alyssa Dibbern, ex pallavolista statunitense
- 1990 - Paradise Oskar, compositore e cantante finlandese
- 1990 - Stanislav Emel'janov, marciatore russo
- 1990 - Bedri Greca, calciatore albanese
- 1990 - Jesper Hansen, ex ciclista su strada danese
- 1990 - Tayler Hill, ex cestista statunitense
- 1990 - Deniz Kılıçlı, cestista turco
- 1990 - Troels Kløve, calciatore danese
- 1990 - Lovro Medić, calciatore croato
- 1990 - Burak Mert, pallavolista turco
- 1990 - Akihiko Nakamura, multiplista giapponese
- 1990 - José Manuel Silva Oliveira, calciatore portoghese
- 1990 - Shane Sutherland, calciatore scozzese
- 1990 - Julián Velázquez, calciatore argentino
- 1990 - Stan Walker, cantante e attore neozelandese
- 1990 - McRae Williams, ex sciatore freestyle statunitense
- 1991 - Árpád Baróti, pallavolista ungherese
- 1991 - Bryce Callahan, giocatore di football americano statunitense
- 1991 - Emil Forsberg, calciatore svedese
- 1991 - David Izazola, ex calciatore messicano
- 1991 - Halil Kanačević, ex cestista statunitense
- 1991 - Ruslan Kisil', ex calciatore ucraino
- 1991 - Mako Komuro, principessa giapponese
- 1991 - Ana Cristina Oliveira Leite, calciatrice tedesca
- 1991 - Ruaridh McConnochie, rugbista a 15 britannico
- 1991 - Jon Octeus, cestista statunitense
- 1991 - Sophie Tamiko Oda, attrice statunitense
- 1991 - Nikolaj Oljunin, snowboarder russo
- 1991 - Antonio Pedrero, ciclista su strada spagnolo
- 1992 - Javier Correa, calciatore argentino
- 1992 - Brett DelBuono, attore statunitense
- 1992 - Sasha DiGiulian, arrampicatrice statunitense
- 1992 - Lewis Enoh, calciatore camerunese
- 1992 - Caique Ferreira da Silva Leite, calciatore brasiliano
- 1992 - Oleksandr Filippov, calciatore ucraino
- 1992 - Julija Galyševa, sciatrice freestyle kazaka
- 1992 - Thomas Kaminski, calciatore belga
- 1992 - Volodymyr Kostevyč, calciatore ucraino
- 1992 - Giulia Mastalli, calciatrice italiana
- 1992 - Álvaro Morata, calciatore spagnolo
- 1992 - Michael Ngoo, calciatore inglese
- 1992 - Alexander Nilsson, ex calciatore svedese
- 1992 - Eduard Romanjuta, cantante e flautista ucraino
- 1992 - Sérgio Raphael, calciatore brasiliano
- 1992 - Drew Spence, calciatrice britannica
- 1992 - Ryan Stassel, ex snowboarder statunitense
- 1992 - Tomané, calciatore portoghese
- 1992 - Evgenij Černov, calciatore russo
- 1992 - Nemanja Žunić, giocatore di football americano serbo
- 1993 - Édgar Bárcenas, calciatore panamense
- 1993 - Callie Cooke, attrice britannica
- 1993 - Mayron George, calciatore costaricano
- 1993 - Sindrit Guri, calciatore albanese
- 1993 - Charles Mitchell, cestista statunitense
- 1993 - Luka Pibernik, ex ciclista su strada sloveno
- 1993 - Josh Ruffels, calciatore inglese
- 1993 - Sean Davis, giocatore di football americano statunitense
- 1993 - Taylor Spreitler, attrice statunitense
- 1993 - Fabinho, calciatore brasiliano
- 1993 - Mickaël Tirpan, calciatore belga
- 1994 - Patimat Abakarova, taekwondoka russa
- 1994 - Vlatko Blažević, calciatore croato
- 1994 - Peter Chol, calciatore sudanese
- 1994 - Patrick Da Silva, calciatore danese
- 1994 - Ecco2k, rapper e produttore discografico britannico
- 1994 - Matt Graham, sciatore freestyle australiano
- 1994 - Nikki Hiltz, mezzofondista statunitense
- 1994 - Donovan Isom, giocatore di football americano statunitense
- 1994 - Yūsuke Kobayashi, calciatore giapponese
- 1994 - Isabella Locatelli, rugbista a 15 italiana
- 1994 - Víctor Moreno, calciatore colombiano
- 1994 - Tomoko Muramatsu, calciatrice giapponese
- 1994 - Margaret Qualley, attrice e modella statunitense
- 1994 - Shavkat Rakhmonov, lottatore kazako
- 1994 - Scott Tanser, calciatore inglese
- 1995 - Gastón Benavídez, calciatore argentino
- 1995 - Tumelo Khutlang, calciatore lesothiano
- 1995 - Dominik Neuman, ciclista su strada e pistard ceco
- 1995 - Ljubov' Ovčarova, lottatrice russa
- 1995 - Park Jin-sub, calciatore sudcoreano
- 1995 - Dante Pettis, giocatore di football americano statunitense
- 1995 - Eleonora Rosso, calciatrice italiana
- 1995 - Agnes Tirop, mezzofondista keniota († 2021)
- 1995 - Renell Wren, giocatore di football americano statunitense
- 1995 - Clayton da Silveira da Silva, calciatore brasiliano
- 1996 - Julius van den Berg, ciclista su strada olandese
- 1996 - Sam Berns, attivista statunitense († 2014)
- 1996 - David Cancola, calciatore austriaco
- 1996 - Dayle Coleing, calciatore gibilterriano
- 1996 - Christian James, cestista statunitense
- 1996 - Oscar Lesage, attore francese
- 1996 - Robbie McDaid, calciatore nordirlandese
- 1996 - Lukáš Provod, calciatore ceco
- 1996 - Paulo Henrique Rodrigues Cabral, calciatore portoghese
- 1996 - Abdul Rwatubyaye, calciatore ruandese
- 1996 - Lyra Valkyria, wrestler irlandese
- 1996 - Maila Venturi, pallavolista italiana
- 1996 - Ronaldo da Silva Souza, calciatore brasiliano
- 1997 - Simon Birgander, cestista svedese
- 1997 - Nick Bosa, giocatore di football americano statunitense
- 1997 - Adrián Cuadra, calciatore cileno
- 1997 - Philippe Gagné, tuffatore canadese
- 1997 - Simone Iannattoni, lottatore italiano
- 1997 - Ezri Konsa, calciatore inglese
- 1997 - Benji Michel, calciatore statunitense
- 1997 - Konsta Mäenpää, lottatore finlandese
- 1997 - Élie Okobo, cestista francese
- 1997 - Isalys Quiñones, cestista statunitense
- 1997 - Marija Salmina, nuotatrice artistica russa
- 1997 - Dáriusz Vitek, lottatore ungherese
- 1997 - Apache 207, rapper tedesco
- 1997 - Matteo Zucchetti, hockeista su pista italiano
- 1998 - Yolanda Aguirre, calciatrice spagnola
- 1998 - Josh Dasilva, calciatore inglese
- 1998 - KeyShawn Feazell, cestista statunitense
- 1998 - Jordan Goodwin, cestista statunitense
- 1998 - Zeyad Ishaish, pugile giordano
- 1998 - Masatora Kawano, marciatore giapponese
- 1998 - Kateřina Kohoutková, pistard e ciclista su strada ceca
- 1998 - Jan Mlakar, calciatore sloveno
- 1998 - Walter Gabriel Pérez, ex calciatore argentino
- 1998 - Adenis Shala, calciatore kosovaro
- 1998 - Amandla Stenberg, attrice statunitense
- 1998 - Artūrs Strautiņš, cestista lettone
- 1998 - Willum Þór Willumsson, calciatore islandese
- 1998 - Srđan Šćepanović, calciatore serbo
- 1999 - Marquinhos, calciatore brasiliano
- 1999 - Sixtine Cousin, sciatrice freestyle svizzera
- 1999 - Gemma Font, calciatrice spagnola
- 1999 - Andre Garcia, attore filippino
- 1999 - Gijs Leemreize, ciclista su strada olandese
- 1999 - Asjia O'Neal, pallavolista statunitense
- 1999 - Samuel Tefera, mezzofondista etiope
- 2000 - Tyrion Davis-Price, giocatore di football americano statunitense
- 2000 - Hanna Ferm, cantante svedese
- 2000 - Raúl Fernández, pilota motociclistico spagnolo
- 2000 - AKA 7even, cantautore italiano
- 2000 - Rayan Philippe, calciatore francese
- 2000 - Freddy Quispel, calciatore olandese
- 2000 - Eliano Reijnders, calciatore olandese
- 2000 - Zaira Wasim, attrice indiana

## XXI secolo(30)
- 2001 - Marcus Bagley, cestista statunitense
- 2001 - Mohamadou Lamine Bah, calciatore maliano
- 2001 - Bakary Dibba, cestista danese
- 2001 - Samson Ružencev, cestista russo
- 2001 - David Schumacher, pilota automobilistico tedesco
- 2001 - Mina Sundwall, attrice statunitense
- 2001 - Sedrick Van Pran-Granger, giocatore di football americano statunitense
- 2001 - Yan Siyu, tuffatore cinese
- 2002 - Elkan Baggott, calciatore indonesiano
- 2002 - Ramón Cansinos, calciatore argentino
- 2002 - Barrett Carter, giocatore di football americano statunitense
- 2002 - Delphine Darbellay, sciatrice alpina svizzera
- 2002 - Alberto Ginés López, arrampicatore spagnolo
- 2002 - Constantin Grameni, calciatore rumeno
- 2002 - Derrick Kakooza, calciatore ugandese
- 2002 - Kaine Kesler-Hayden, calciatore inglese
- 2002 - Lasha Odisharia, calciatore georgiano
- 2002 - Julija Truškina, canoista bielorussa
- 2003 - Tommaso Fantoma, cestista italiano
- 2003 - Johs Bråthen Herland, sciatore alpino norvegese
- 2003 - Guga, calciatore portoghese
- 2003 - Martin Sorakov, calciatore bulgaro
- 2003 - Emma Wieser, sciatrice alpina tedesca
- 2004 - Tommy Chamba, calciatore ecuadoriano
- 2004 - Relebohile Mofokeng, calciatore sudafricano
- 2005 - Taiga Hasegawa, snowboarder giapponese
- 2005 - Euan McCabe, tuffatore britannico
- 2005 - Anna Milerská, fondista ceca
- 2005 - Alex Tóth, calciatore ungherese
- 2006 - Victor Vernicos, cantautore greco